# Chiesa di Santa Maria di Mesumundu
La chiesa di Santa Maria di Mesumundu, nota anche come chiesa della Madonna delle Rose, è un edificio religioso di Anela, provincia di Sassari, ubicato a un centinaio di metri a nord-ovest dall'abitato. Costruita durante la prima metà del XII secolo, ha notevolmente conservato la struttura originaria, caratterizzata da un gusto architettonico di transizione fra il romanico e il gotico. Nella chiesa era conservata una statua lignea del Cinquecento della Beata Vergine delle Rose, ora nella chiesa parrocchiale di Anela e qui sostituita da una copia.

## Storia
La chiesa fu edificata nella prima metà del XII secolo da maestranze probabilmente toscane e consacrata il 13 maggio 1162 da Attone, vescovo di Castro già monaco camaldolese. Un anno dopo la consacrazione, nel 1163, dietro esortazione del giudice Barisone di Torres e dell'arcivescovo Alberto, l'edificio, assieme alla chiese di San Giorgio di Aneleto e di San Saturnino di Usolvisi, fu donato con ogni sua pertinenza dal vescovo Attone a Gregorio, priore generale dell'eremo di San Salvatore di Camaldoli. Ai monaci, in cambio, vengono richieste alcune condizioni: l'ossequio al vescovo, la consacrazione degli oli santi e delle chiese, la partecipazione alla festa per la Santissima Annunziata, la cura pastorale delle popolazioni e il tributo di una libbra d'argento in occasione delle visite dei legati pontifici. Presso la chiesa di Santa Maria non vi fu mai, comunque, un vero e proprio monastero, ma più probabilmente una semplice residenza di monaci, quindi priva di priore o abate e, conseguentemente, della piena autonomia. Anche in assenza di notizie certe, è facile supporre che i monaci dovettero risiedere presso Santa Maria almeno fino al Trecento o al Quattrocento, come nel resto dell'isola. Nel 1977 viene eseguito un importante intervento di restauro da parte della Soprintendenza locale, che porta alla ricostruzione di ciò che restava della facciata principale.

## Struttura e opere
Architettonicamente, la chiesa si caratterizza per uno stile di transizione tra il romanico ed il gotico, che privilegia forme semplici ma eleganti, con il ricorrente uso di blocchi da costruzione squadrati, in pietra tufacea locale, disposti su filari regolari di diversa altezza. La chiesa ha uno sviluppo complessivo di circa 17 metri e una larghezza esterna di circa 6, con un'altezza delle pareti laterali variabile intorno ai 6 metri. L'impianto interno è a navata unica con abside orientata a nord-est. Nei fianchi si aprono tre monofore centinate a doppia ghiera leggermente ogivale sia all'interno, sia all'esterno. Un'ulteriore monofora è presente nell'abside. La copertura è a capriate lignee a vista, mentre nell'abside è voltata a semi-cupola. La zona absidale è rialzata di due gradini rispetto all'aula ed è sottolineata dalla presenza di un arco santo impostato su due semplici capitelli.
All'interno della chiesa si conserva una copia della statua lignea policroma della Beata Vergine delle Rose, risalente al Cinquecento. L'originale è attualmente conservato presso la chiesa parrocchiale di Anela. È inoltre conservata un'altra statua lignea di san Francesco d'Assisi rivestita di stucco policromo, databile al Seicento.